# Stefan Bissegger
Stefan Bissegger (Weinfelden, 13 settembre 1998) è un ciclista su strada e pistard svizzero che corre per la Decathlon AG2R La Mondiale Team. Professionista dal 2020, ha vinto il titolo europeo a cronometro nel 2022 e il titolo mondiale nella staffetta mista nel 2022 e nel 2023.

## Palmarès

### Strada
- 2015 (Juniores)

3ª tappa Tour du Pays de Vaud (Pompaples > Saint-Prex)
- 2016 (Juniores)

2ª tappa Internationale Juniorendriedaagse (Axel > Axel, cronometro)
4ª tappa Internationale Juniorendriedaagse (Velzeke > Velzeke)
Classifica generale Internationale Juniorendriedaagse
Prologo Tour du Pays de Vaud (Carrouge > Carrouge, cronometro)
- 2018 (Akros-Renfer SA, una vittoria)

Campionati svizzeri, prova a cronometro Under-23
- 2019 (Swiss Racing Academy, sei vittorie)

2ª tappa New Zealand Cycle Classic (Cambridge > Lago Karapiro)
2ª tappa Tour du Jura (Moissey > Dole)
1ª tappa Tour de l'Ain (Bourg-en-Bresse > Saint-Vulbas)
1ª tappa Grand Prix Priessnitz spa (Jeseník > Rýmařov)
Campionati svizzeri, prova a cronometro Under-23
6ª tappa Tour de l'Avenir (Saint-Julien-Chapteuil > Privas)
- 2021 (EF Education-Nippo, tre vittorie)

3ª tappa Parigi-Nizza (Gien, cronometro)
4ª tappa Giro di Svizzera (Sant'Urban > Gstaad)
2ª tappa Benelux Tour (Lelystad, cronometro)
- 2022 (EF Education-EasyPost, due vittorie)

3ª tappa UAE Tour (Ajman, cronometro)
Campionati europei, Prova a cronometro
- 2023 (EF Education-EasyPost, una vittoria)

Campionati svizzeri, Prova a cronometro
- 2025 (Decathlon AG2R La Mondiale Team, una vittoria)

Radsportfest Märwil

#### Altri successi
- 2016 (Juniores)

Classifica a punti Internationale Juniorendriedaagse
- 2019 (Swiss Racing Academy)

Classifica a punti New Zealand Cycle Classic
Classifica a punti Grand Prix Priessnitz spa
2ª tappa Tour de l'Avenir (Eymet > Bergerac, cronosquadre
- 2021 (EF Education-Nippo)

Classifica a punti Giro di Svizzera
- 2022

Campionati del mondo, Staffetta mista
- 2023

Campionati del mondo, Staffetta mista

### Pista
- 2016

Campionati del mondo, Inseguimento individuale Junior
GP Zürich, Corsa a eliminazione (Oerlikon)
- 2017

Campionati svizzeri, Keirin
Campionati svizzeri, Corsa a punti
Campionati svizzeri, Corsa a eliminazione
- 2018

Campionati svizzeri, Keirin
Campionati svizzeri, Corsa a eliminazione
- 2019

Trois Jours d'Aigle, Corsa a punti
4ª prova Coppa del mondo 2019-2020, Inseguimento a squadre (Cambridge, con Robin Froidevaux, Claudio Imhof, Lukas Rüegg e Mauro Schmid)

## Piazzamenti

### Grandi Giri
- Tour de France

2021: 103º
2022: 82º
2024: 100º
2025: ritirato (1ª tappa)
- Vuelta a España

2023: 117°

### Classiche monumento
- Milano-Sanremo

2021: 102º
2023: 145º
- Giro delle Fiandre

2020: ritirato
2021: 88º
2024: 36°
2025: 19°
- Parigi-Roubaix

2021: 62º
2022: 21º
2024: 26º
2025: 7º

### Competizioni mondiali
- Campionati del mondo su strada

Richmond 2015 - Cronometro Junior: 28º
Richmond 2015 - In linea Junior: 40º
Doha 2016 - Cronometro Junior: 35º
Doha 2016 - In linea Junior: 26º
Innsbruck 2018 - Cronometro Under-23: 11º
Yorkshire 2019 - Cronometro Under-23: 23º
Yorkshire 2019 - In linea Under-23: 2º
Fiandre 2021 - Cronometro Elite: 7º
Fiandre 2021 - Staffetta: 4º
Fiandre 2021 - In linea Elite: ritirato
Wollongong 2022 - Cronometro Elite: 5º
Wollongong 2022 - Staffetta: vincitore
Wollongong 2022 - In linea Elite: ritirato
Glasgow 2023 - In linea Elite: ritirato
Glasgow 2023 - Staffetta: vincitore
Glasgow 2023 - Cronometro Elite: 16º
Zurigo 2024 - Staffetta: 8°
Zurigo 2024 - Cronometro Elite: 29º
- Campionati del mondo su pista

Astana 2015 - Inseguimento a squadre Junior: 2º
Astana 2015 - Inseguimento individuale Junior: 6º
Aigle 2016 - Inseguimento a squadre Junior: 4º
Aigle 2016 - Inseg. individuale Junior: vincitore
Apeldoorn 2018 - Inseguimento individuale: 10º
Pruszków 2019 - Inseguimento a squadre: 6º
Pruszków 2019 - Inseguimento individuale: 9º
Berlino 2020 - Inseguimento a squadre: 6º
Berlino 2020 - Inseguimento individuale: 6º
- Giochi olimpici

Tokyo 2020 - Inseguimento a squadre: 8º
Parigi 2024 - Cronometro: 6º

### Competizioni continentali
- Campionati europei su strada

Plumelec 2016 - Cronometro Junior: 4º
Plumelec 2016 - In linea Junior: 85º
Herning 2017 - In linea Under-23: 109º
Zlín 2018 - Cronometro Under-23: 13º
Alkmaar 2019 - Cronometro Under-23: 3º
Alkmaar 2019 - In linea Under-23: 7º
Plouay 2020 - Cronometro Under-23: 2º
Plouay 2020 - In linea Under-23: 41º
Plouay 2020 - Staffetta mista: 2º
Trento 2021 - Cronometro Elite: 4º
Monaco di Baviera 2022 - In linea Elite: 78º
Monaco di Baviera 2022 - Cronometro Elite: vincitore
Drenthe 2023 - Cronometro Elite: 2º
Drenthe 2023 - Staffetta mista Elite: 6º
Drenthe 2023 - In linea Elite: 74º
Limburgo 2024 - Cronometro Elite: 12º
Limburgo 2024 - In linea Elite: 26º
- Campionati europei su pista

Atene 2015 - Inseguimento a squadre Junior: 4º
Atene 2015 - Inseguimento individuale Junior: 7º
Atene 2015 - Americana Junior: 7º
Sangalhos 2017 - Inseguimento a squadre Under-23: 4º
Sangalhos 2017 - Inseguimento individuale Under-23: 4º
Aigle 2018 - Inseguimento a squadre Under-23: 2º
Aigle 2018 - Inseguimento individuale Under-23: 3º
Glasgow 2018 - Inseguimento a squadre: 2º
Glasgow 2018 - Inseguimento individuale: 9º
Apeldoorn 2019 - Inseguimento a squadre: 4º
Apeldoorn 2019 - Inseguimento individuale: 4º